# Tour of Guangxi
Die Tour of Guangxi (auch: Gree-Tour of Guangxi) ist ein chinesisches Straßenradrennen. Das Etappenrennen findet in der autonomen Region Guangxi im Südwesten Chinas statt und ist zudem Teil der UCI WorldTour.
Erstmals fand das Rennen im Oktober 2017 statt und war das letzte Rennen der UCI WorldTour. Ins Leben gerufen wurde es im Dezember 2016 vom Welt-Radsportverband UCI und dem chinesischen Unternehmen Wanda Group, die unter anderem Triathlon-Wettbewerbe veranstaltet. Im Anschluss der letzten Etappe soll jeweils die UCI-Gala stattfinden, wo der besten Radsportler und die beste Radsportlerin geehrt wird.
Premierensieger wurde bei den Männern der Belgier Tim Wellens. Für die Frauen wurde 2017 ein Eintagesrennen ausgetragen. Sie fuhren vor den Männern auf der letzten Etappe ein Eintagesrennen. Es gewann die Italienerin Maria Vittoria Sperotto.
Die Austragung des Jahres 2020 wurde aufgrund der COVID-19-Pandemie zunächst verschoben und schließlich abgesagt, ebenso 2021 und 2022.

## Palmarès
| Jahr | Sieger              | Zweiter                | Dritter            |          |
| ---- | ------------------- | ---------------------- | ------------------ | -------- |
| 2017 | Tim Wellens         | Bauke Mollema          | Nicolas Roche      |          |
| 2018 | Gianni Moscon       | Felix Großschartner    | Sergei Tschernezki |          |
| 2019 | Enric Mas           | Daniel Felipe Martínez | Diego Rosa         |          |
| 2020 | abgesagt            | abgesagt               | abgesagt           | abgesagt |
| 2021 | abgesagt            | abgesagt               | abgesagt           | abgesagt |
| 2022 | abgesagt            | abgesagt               | abgesagt           | abgesagt |
| 2023 | Milan Vader         | Rémy Rochas            | Ethan Hayter       |          |
| 2024 | Lennert Van Eetvelt | Oscar Onley            | Alex Baudin        |          |